# Шима, Йозеф
Йозеф Шима, во Франции — Жозе́ф Сима́ (чеш. Josef Šíma; 1891—1971) — чешский и французский художник, ставший важной фигурой в современном европейском искусстве.

## Жизнь и творчество
Шима относится к одним из наиболее значительных представителей сюрреализма и позднее — абстрактной живописи в период после Второй мировой войны. Художественное образование получил в пражской Академии изящных искусств. В 1920 году Шима становится одним из основателей художественной группы Девять сил (Devětsil). В том же году он уезжает в Париж и присоединяется к сюрреалистскому движению. В 1926 он получает французское гражданство.
Начиная с 1921 года Шима устанавливает дружеские отношения с такими мастерами искусства, как Амеде Озенфан, Пьер Жаннере и Альбер Глез, сотрудничавшими с журналом L’Esprit nouveau (Новый дух). В 1927 он знакомится и начинает работать и с будущими авторами журнала Grand Jeu: Рене Домалем, Роже Вайяном и Роже Жильбер-Леконтом. Шима также становится художественным директором их журнала. В то же время он постоянно поддерживает связи с художественным и литературным авангардным движением в Чехословакии. В 1934 году Шима создаёт группу Чешские сюрреалисты.
В 1959 году Шима был участником выставки современного искусства в Касселе documenta II.

## Стиль
Источниками вдохновения для художника были чувственный опыт, общественная тематика, геометрические абстракции, творческое представление природных архетипов, объектов и человеческого существования в виде кристаллов, космического яйца и женских торсов, увлечение пейзажами и мифологией — пока, наконец, не удалось соединить все эти элементы и синтезировать их в космических видениях и символах человеческой судьбы.